# TvN Story
tvN Story è un canale televisivo sudcoreano, proprietà di CJ ENM, divisione del gruppo CJ.